# كينغز كويست 5
كينغز كويست 5 (بالإنجليزية: King's Quest V)‏ ، هي الجزء الخامس الرئيسية من سلسلة كينغز كويست سنة 1990م، وتعمل على أنظمة التشغيل ومنها نظام دوس.

## وصلات خارجية
- King's Quest V Review at Adventure Classic Gaming
- King's Quest V على موبي غيمز
- King's Quest V Technical Help on the Sierra Help Pages
- King's Quest V on the Sierra Chest